# Paroxyophthalmus
Paroxyophthalmus es un género de mantis de la familia Tarachodidae.

## Especies
Las especies de este género son:
- Paroxyophthalmus collaris
- Paroxyophthalmus nigericus
- Paroxyophthalmus ornatus
- Paroxyophthalmus savatieri